# Mönch
Mönch (w jęz. niem. Mnich) – szczyt w Alpach Berneńskich, części Alp Zachodnich. Leży w Szwajcarii, w kantonie Berno. Wraz z Eigerem na wschodzie i Jungfrau na zachodzie należy do charakterystycznej grupy Dreigestirn. Północna ściana szczytu opada pionowo do doliny Lauterbrunnental. W zboczach wydrążono tunel dla kolei Jungfraubahn, która prowadzi też przez wnętrze Eigeru. Stacja Jungfraujoch tej kolei jest najwyżej położoną w całej Europie. Szczyt można zdobyć ze schronisk Mönchsjochhütte (3657 m) lub Guggihütte (2791 m). Mönch góruje nad lodowcem Aletschgletscher.
Pierwszego wejścia dokonali Christian Almer, Christian Kaufmann, Ulrich Kaufmann i Sigismund Porges 15 sierpnia 1857 r.